# Itapajé
Itapajé là một đô thị thuộc bang Ceará, Brasil. Đô thị này có diện tích 439,501 km², dân số năm 2007 là 45014 người, mật độ 102,42 người/km².